# Барон Невилл
Барон Невилл (англ. Baron Neville) — английский пэрский титул, который носили представители рода Невиллов. Существовало несколько креаций титула.

## Креации титула

### Барон Невил из Рэби (креация 1295 года)
Титул был создан 24 июня 1295 Ранульф де Невилл, 3/5-й лорд Невилл по праву держания, был призван в английский парламент как 1-й барон Невилл из Рэби. Его правнук, Ральф де Невилл, 4-й барон Невилл, в 1397 году получил титул графа Уэстморленда.
Титул просуществовал до 1571 года, когда был конфискован у Чарльза Невилла, 6-го графа Уэстморленд, 9-го барон Невилла из Рэби и 5-го барона Невилла.

### Барон Невилл из Эссекса (креация 1311 года)
Титул был создан 19 декабря 1311 года для Хью де Невилла — английского рыцаря, вызванного в английский парламент как барон Невилл из Эссекса (англ. Lord Neville, of Essex). Он происходил из англо-нормандского рода Невиллов и был потомком Алана (I) де Невилла (ум. 1178), юстициария всех лесов Англии. Хью де Невилл принимал участие в шотландских кампаниях Эдуарда I и Эдуарда II в 1300—1319 годах. Его наследник, Джон де Невилл, 2-й барон Невилл из Эссекса участвовал в Столетней войне в 1346—1347 годах, сражался в битве при Креси. Детей он не оставил, после его смерти в 1358 году титул угас.

### Барон Невилл (креация 1342 года)
25 февраля 1342 года король Эдуард III призвал Роберта де Невилла в английский парламент как барона Невилла. Точное его происхождение неизвестно. Титул исчез после смерти Роберта. 

### Барон Невилл (креация 1459 года)
Титул был создан 20 ноября 1459, когда Джон Невилл, младший брат Ральфа де Невилла, 2-го графа Уэстморленда, был призван в английский парламент как барон Невилл из Монтегю  (англ. Lord Neville, of Montagu). Джон погиб 29 марта 1461 в битве при Таутоне, после чего новый король, Эдуард IV, конфисковал титул. Только 6 октября 1472 титул был возвращён его сыну Ральфу Невиллу, который в 1484 году унаследовал ещё и титулы графа Уэстморленда и барона Невилла из Рэби.
Титул просуществовал до 1571 года, когда был конфискован у Чарльза Невилла, 6-го графа Уэстморленд, 9-го барон Невилла из Рэби и 5-го барона Невилла.

### Барон Невил из Монтегю (креация 1460 года)
30 июля 1460 году король Эдуард IV призвал в парламент Джона Невилла, одного из сыновей графа Солсбери и брата знаменитого «Делателя королей», как барона Невилла из Монтегю. Позже Джон носил титулы графа Нортумберленда и маркиза Монтегю. После его смерти баронский титул исчез. В поздних источниках этот титул смешивается с титулом «барон Монтегю».

## Список баронов Невилл

### Бароны Невиллы из Реби (1295)
- 1295—1331: Ранульф (Ральф) де Невилл (18 октября 1262 — ок. 18 апреля 1331), лорд Рэби с 1282, 1-й барон Невилл из Рэби с 1295[К 1], внук предыдущего[1]
- 1331—1367: Ральф де Невилл (ок. 1291 — 5 августа 1367), 2-й барон Невилл из Рэби с 1331, сын предыдущего[10]
- 1367—1388: Джон де Невилл (ок. 1328 — 17 октября 1388), 3-й барон Невилл из Рэби с 1367, сын предыдущего[11]
- 1388—1425: Ральф де Невилл (ок. 1364 — 21 октября 1425), 4-й барон Невилл из Рэби с 1388, 1-й граф Уэстморленд с 1397, сын предыдущего[12]
- 1425—1484: Ральф Невилл (17 сентября 1406 — 3 ноября 1484), 2-й граф Уэстморленд и 5-й барон Невил из Рэби с 1425, внук предыдущего[13]
- 1484—1499: Ральф Невилл (1456 — 6 февраля 1499), 2-й барон Невилл с 1472, 3-й граф Уэстморленд и 6-й барон Невилл из Рэби с 1484, племянник предыдущего[14]
- 1499—1549: Ральф Невилл (21 февраля 1498 — 24 апреля 1549), 4-й граф Уэстморленд, 7-й барон Невилл из Рэби и 3-й барон Невилл с 1499, внук предыдущего[15]
- 1549—1564: Генри Невилл (1524/1525 — 10 февраля 1564), 5-й граф Уэстморленд, 8-й барон Невилл из Рэби и 4-й барон Невилл с 1549, сын предыдущего[16]
- 1564—1571: Чарльз Невилл (между 18 августа 1542 и 28 августа 1543 — 16 ноября 1601), 6-й граф Уэстморленд, 9-й барон Невилл из Рэби и 5-й барон Невилл в 1564—1571, сын предыдущего[3]

В 1571 году все владения и титулы Чарльза были конфискованы за участие в католическом восстании против Елизаветы I, титул барона Невилла из Рэби перешёл в состояние ожидания.

### Бароны Невилл из Эссекса (1311)
- 1311—1335: сэр Хью де Невилл (23 августа 1276 — до 27 мая 1335), 1-й барон Невилл из Эссекса с 1311[4]
- 1335—1358: Джон де Невилл (ок. 1299 — 25 июля 1358), 2-й барон Невилл из Эссекса с 1335, сын предыдущего[5]

### Бароны Невилл (1342)
- 1342—?: Роберт де Невилл, 1-й барон Невилл с 1342[6]

### Бароны Невилл (1459)
- 1459—1461: Джон Невилл (ок. 1410 — 29 марта 1461), 1-й барон Невилл с 1459, брат 2-го графа Уэстморленда[7]
- 1461—1472: Титул конфискован короной.
- 1472—1499: Ральф Невилл (1456 — 6 февраля 1499), 2-й барон Невилл с 1472, 3-й граф Уэстморленд и 6-й барон Невилл из Рэби с 1484, племянник предыдущего[14]

Следующие бароны перечислены в разделе «Бароны Невиллы из Реби».

### Бароны Невилл из Монтегю (1460)
- 1460—1471: Джон Невилл (ок. 1431 — 13 апреля 1471), 1-й барон Невилл из Монтегю с 1460[9], граф Нортумберленд 1464—1470, 1-й маркиз Монтегю с 1471[17]

## Комментарии
1. ↑  В некоторых источниках (например, в Oxford Dictionary of National Biography) нумерация баронов начинается с Роберта Фиц-Малдреда, и Ранульф считается 3-м бароном. См. Tuck Anthony. Neville, Ralph, fourth Lord Neville (c.1291–1367) // Oxford Dictionary of National Biography (англ.). — Oxford: Oxford University Press, 2004—2014.